# Шанковський Лев
Лев Шанко́вський  (Лев Шанківський; псевдонім — «Дзвін», «Олег Мартович»; 9 вересня 1903, с. Дуліби, Стрийський район, Львівська область — 25 квітня 1995, Філадельфія, США) — український економіст, журналіст, військовий історик-дослідник, активний учасник повстанської боротьби під час Другої світової війни, член-основоположник УГВР. Дійсний член НТШ. Батько Ігоря Шанковського.

## Життєпис

В часі служби в УГА

Народився 9 вересня 1903 в с. Дуліби (нині — Стрийський район, Львівська область, Україна).
Військову освіту здобув в українських і польських старшинських школах. Служив в УГА й Армії УНР. Учасник Першого Зимового походу (1920).
Воював у складі команди бронепотягу «Запорожець» у серпні—вересні 1920 р., в якому закінчував службу в складі Дієвої армії УНР.
Педагогічну й і економічну освіту здобув у Львові й Варшаві (доцент Української Економічної Високої Школи в Мюнхені 1946—1949), В 1942—1945 брав участь у підпільній боротьбі. 1943-го був членом Крайового військового штабу ОУН(б), звідкіля записався у Дивізію Зброї СС «Галичина».
Співробітник Референтури Зовнішніх Зв'язків (РЗЗ), голова Ініціятивного Комітету для створення УГВР у березні 1944 р. Член делегації українського підпілля для переговорів з румунами в Кишиневі.
Співзасновник і член УГВР (1944), співробітник її Закордонного Представництва в Німеччині і США. Редактор журналу «Prologue» (1957—1961) у Нью-Йорку і щоденника «Америка» (1968—1976).
Автор статей з найновішої політичної і військової історії України в різних журналах і збірках та «Історії Українського Війська» (видавництво І. Тиктора 1953), «Українська армія в боротьбі за державність» (1958), співробітник «Енциклопедії Українознавства» та «Літопису УПА».
Помер 25 квітня 1995 р. у Філадельфії, похований на українському православному цвинтарі в Саут-Баунд-Бруку, штат Нью-Джерсі.

## Нагороди
За участь у визвольній боротьбі нагороджений Хрестом Симона Петлюри, Залізним Хрестом за участь у Першому зимовому поході, Пропам‘ятним Хрестом УГА і Пропам‘ятним Хрестом УПА.

## Праці
- «The Ukrainian Liberation Movemento in Modern Times» (1951, ісп. мовою 1952). (ісп.)
- «УПА та її підпільна література» (1952).
- «National Problem in the USSR» (1953). (англ.)
- Lew Shankowsky. DISINTEGRATION of the IMPERIAL RUSSIAN ARMY in 1917, 1957. (англ.)
- «Похідні групи ОУН» [Архівовано 17 березня 2013 у Wayback Machine.] (1958).
- «Українська Армія в боротьбі за державність» (1958).
- До історії української авіяції, 1968.
- Бучаччина в роки визвольної війни 1918—1920 // Бучач і Бучаччина. — С. 76—84.
- Українські збройні сили в перспективі нації // Бучач і Бучаччина. — С. 796—814.
- «Українська Галицька Армія: Воєнно-історична студія» [Архівовано 17 березня 2013 у Wayback Machine.]. (1974) та ін.